# Philip Marks
Philip C. Marks arbeitet beim US-amerikanischen Telekommunikationskonzern AT&T in New Jersey an der Programmierung von Computersystemen für die Finanzbranche. Hauptsächlich bekannt ist er jedoch durch sein Interesse an der historischen Kryptologie. Von ihm stammen eine Reihe von Veröffentlichungen zu diesem Thema.

## Wirken

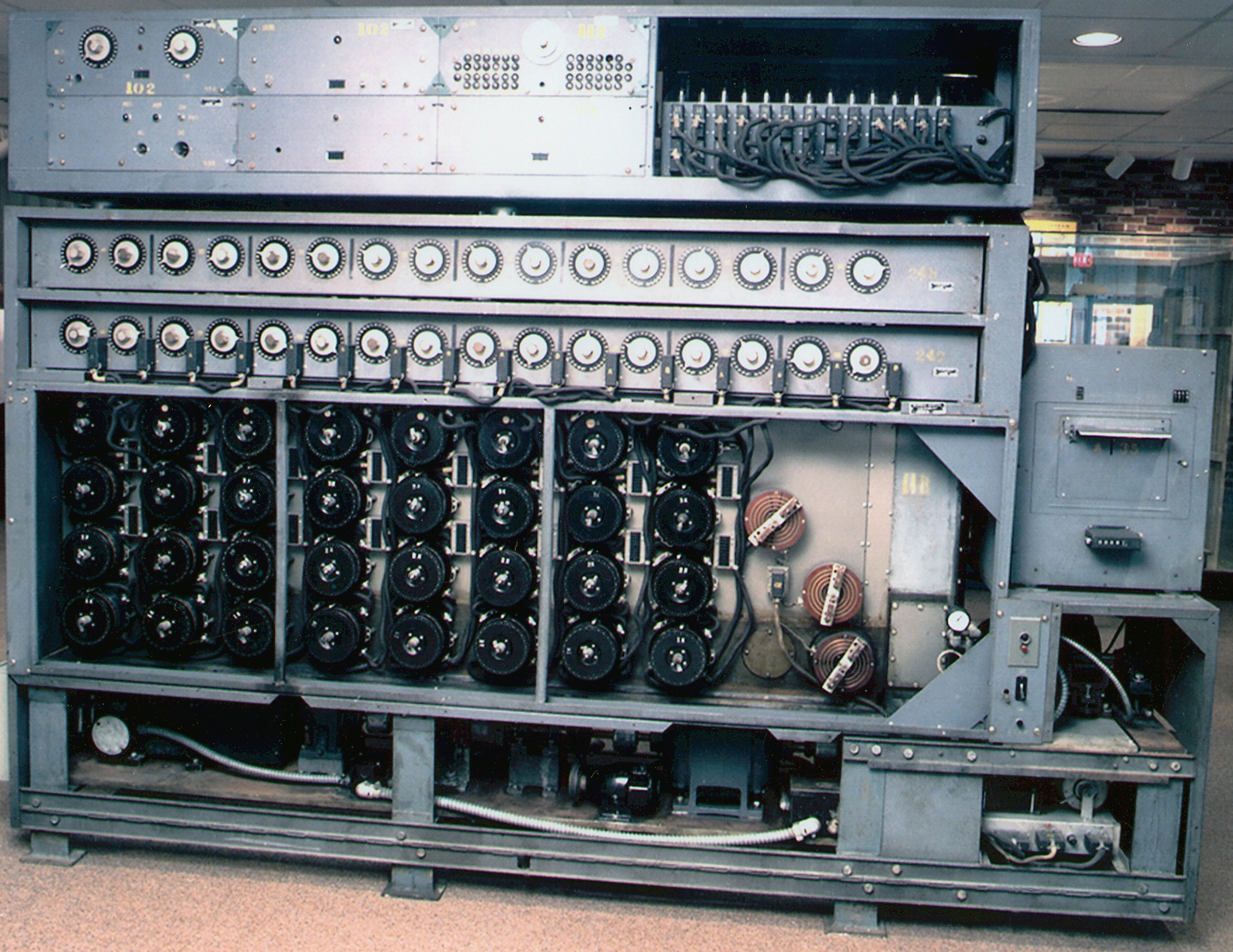
Die amerikanische Hochgeschwindigkeits-Variante der Turing-Bombe, intern als „Desch-Bombe“ bezeichnet, gehört zum speziellen Interessensgebiet von Philip Marks

Besonders interessiert er sich für die im Zweiten Weltkrieg benutzten Verschlüsselungsmethoden der Achsenmächte und deren Bruch durch alliierte Kryptoanalytiker vor allem im englischen Bletchley Park. Seit Offenlegung des Ultra-Geheimnisses im Jahre 1974 ist Philip Marks von den Entzifferungs-Methoden und Maschinen fasziniert, die die Briten und US-Amerikaner einsetzten, um deutsche, italienische und japanische  „Codes zu knacken“. Beispiele sind die Turing-Bombe und ihr amerikanisches Nachfolgemodell, die sogenannte „Desch-Bombe“.
Philip Marks ist Mitglied der Crypto Simulation Group (CSG), einer Gruppe von sechs engagierten Menschen, die Simulationsprogramme der diversen historischen Verschlüsselungsmaschinen erstellt und zum freien Herunterladen zur Verfügung stellt (siehe Weblinks: Galerie).

## Werke (Auswahl)
- Umkehrwalze D: Enigma's rewirable reflector - Part I. Cryptologia 25(1), 2001, pp. 101–141.
- mit Frode Weierud: Recovering the wiring of ENIGMA's Umkehrwalze A. PDF; 0,2 MB